# LINE ポコポコ
『LINE ポコポコ』（ラインポコポコ）は、2014年9月3日にLINEより配信開始されたiOS・Android用マッチ3パズルゲーム。

## 概要
登場キャラクターは基本的に動物寄りの擬人化されたキャラクターで構成している。

## ゲームシステム
同じ動物を3つ以上揃えれば良い。りんごを食べれば移動回数が増える。

## キャラクター
ポコタ
本作の主役。兎。
ココ
熊。
ジェフ
狼。